# 안니카 스벤손
안니카 비르기타 테레스 스벤손(스웨덴어: Annica Birgitta Teres Svensson, 1983년 3월 3일 ~ )은 스웨덴의 은퇴한 여자 축구 선수로, 포지션은 수비수였다.

## 클럽 경력
1997년부터 2002년까지 레보센스 IK 소속으로 활동했고 2002년에 엘브셰 AIK FF로 이적했다. 2003년부터 2005년까지 유르고르덴/엘브셰(현재의 유르고르덴) 소속으로 활동하던 동안에는 팀의 다말스벤스칸 2회 우승에 기여했다. 2006년부터 2010년까지 함마르뷔 IF 소속으로 활동했지만 2008년에 일어난 십자 인대 부상으로 인해 수술과 재활 과정을 거쳤다.
2010년부터 2013년까지 튀레쇠 FF 소속으로 활동하던 동안에는 팀의 다말스벤스칸 1회 우승, 여자 스벤스칸 쿠펜 2회 우승에 기여했다. 2013년 8월에는 빗셰 GIK에 임대되었고 2014년 1월에는 튀레쇠 FF에서 활동했던 동료 축구 선수인 사라 투네브로와 함께 에스킬스투나 유나이티드로 이적했다. 2018년 10월에 선수 생활을 마감했음을 공식적으로 표명했다.

## 국가대표 경력
스웨덴 여자 U-17, U-19 축구 국가대표팀에서 활동했지만 27세 시절이었던 2010년 7월 30일에 열린 미국과의 친선 경기에 처음 출전하면서 스웨덴 여자 축구 국가대표팀 선수로 데뷔했다. 스웨덴은 해당 경기에서 미국과 1-1 무승부를 기록했다.
독일에서 개최된 2011년 FIFA 여자 월드컵에서는 스웨덴이 3위를 차지하는 데에 기여했고 2012년 런던 하계 올림픽에서는 스웨덴의 8강전 진출에 기여했다. 하지만 2013년에 튀레쇠 FF와 스웨덴 여자 축구 국가대표팀에서 밀려나면서 스웨덴에서 개최된 UEFA 여자 유로 2013에 참가하지 못했고 2014년을 끝으로 대표팀에 소집되지 않았다.

## 수상
유르고르덴/엘브셰
- 다말스벤스칸 2회 우승 (2003, 2004)

튀레쇠 FF
- 다말스벤스칸 1회 우승 (2012)
- 여자 스벤스칸 쿠펜 2회 준우승 (2011, 2012)